# Harmonicon oiapoqueae
Harmonicon oiapoqueae – gatunek pająka z infrarzędu ptaszników i rodziny Dipluridae. Zamieszkuje Gujanę Francuską.

## Taksonomia
Gatunek ten opisali jako pierwsi Bastian Drolshagen i Christian M. Bäckstam w 2011 roku. Opisu dokonali na podstawie parki okazów odłowionych w Saint-Georges w Gujanie Francuskiej. Epitet gatunkowy nawiązuje do płynącej w pobliżu lokalizacji typowej rzeki Oiapoque.

## Morfologia
Pająki te osiągają do około 50 mm długości ciała i 13–15 cm rozstawu odnóży w przypadku samic. U holotypowego samca karapaks miał 11,7 mm długości i 10,4 mm szerokości, a opistosoma (odwłok) 12,3 mm długości i 7,2 mm szerokości. U paratypowej samicy wymiary karapaksu wynosiły 13,3 mm długości i 12,6 mm szerokości, a opistosomy 17,4 mm długości i 7,6 mm szerokości. Ubarwienie karapaksu jest jaskrawoczerwone, szczękoczułków czerwone do mahoniowego, opistosomy  czerwonawoszare, zaś reszty ciała granatowoczarne. Owłosienie stanowią delikatniejsze szczecinki szare do srebrnych i długie szczecinki czarne. Jamki karapaksu są szczeliniaste, odwrotnie U-kształtne. Nadustek jest wąski. Na szczękoczułkach występują dwa tylno-boczne i jedno grzbietowe pasmo szczecinek pierzastych, to ostatnie w części odsiebnej rozszerzone na całą ich szerokość. Przednia krawędź rowka szczękoczułka ma u samca 9, a u samicy 11 zębów. Szczęki mają przednio-boczną lirę z siedmiu zakrzywionych szczecinek. Kształt wargi dolnej jest trapezowaty. Sternum ma trzy pary sigilli, z których dwie pierwsze są okrągłe, a trzecia, największa, jest owalna, wyróżniając się kształtem na tle całego rodzaju. Odnóża są długie i smukłe, o nibyczłonowanych, pokrytych gęstymi i całkowitymi skopulami stopach. Nogogłaszczki zwieńczone są pazurkami z pojedynczym szeregiem ząbków. U samca pierwsza para odnóży ma guzek w nasadowej części nadstopia. Nogogłaszczki samca mają gruszkowaty, krótszy niż u H. audeae bulbus z długim i niemal prostym embolusem. Genitalia samicy mają dwie Y-kształtne spermateki z nieregularnym zewnętrznym wierzchołkiem.

## Ekologia i występowanie
Gatunek neotropikalny, znany tylko z Gujany Francuskiej. Aktywny jest nocą, kiedy to oczekuje ofiary u wylotu oprzędu. Buduje rozległe, osiągające około 2 m², płachtowate sieci łowne rozczepione między gałęziami drzew i krzewów. Sieci takie przechodzą w lejkowate ujście, które prowadzi do długiego na około 20 cm rurkowatego oprzędu, a ten do norki, która najpierw biegnie pionowo, a potem zakrzywia się pod kątem 45°.